# Puma Peak
Puma Peak – szczyt w prowincji Alberta, w Kanadzie, w paśmie Palliser Range. Jego wysokość wynosi 3120 m n.p.m.